# 유성 경구개 파찰음
유성 경구개 파찰음은 자음의 하나로, 국제음성기호로는 [ɟʝ]로 나타낸다.

## 발음의 예
- 중서부 노르웨이어:  ggj에서 이 소리가 낸다.
- 표준 알바니아어: gj에서 이 소리가 난다.
- 카스티야 스페인어: 첫음절 첫소리의 y에서 이 소리가 난다.
- 스콜트 사미어: ǧǧ에서 이 소리가 난다.